# Arianit Ferati
Arianit Ferati (Stoccarda, 7 settembre 1997) è un calciatore tedesco naturalizzato kosovaro, centrocampista del Waldhof Mannheim.

## Carriera

### Club
Cresciuto nel settore giovanile dello Stoccarda, debutta in prima squadra il 13 settembre 2015 in occasione dell'incontro di Bundesliga perso 2-1 contro l'Hertha Berlino.

### Nazionale
Dopo avere rappresentato le selezioni giovanili tedesche, nel novembre 2022 opta per rappresentare il Kosovo venendo convocato per la prima volta dalla nazionale maggiore. Il 16 del mese stesso esordisce con la selezione kosovara nel pareggio per 2-2 in amichevole contro l'Armenia.

## Statistiche
Statistiche aggiornate al 7 novembre 2021.

### Presenze e reti nei club
| Stagione        | Squadra            | Campionato      | Campionato | Campionato | Coppe nazionali | Coppe nazionali | Coppe nazionali | Coppe continentali | Coppe continentali | Coppe continentali | Altre coppe | Altre coppe | Altre coppe | Totale | Totale | Totale |
| Stagione        | Squadra            | Comp            | Pres       | Reti       | Comp            | Pres            | Reti            | Comp               | Pres               | Reti               | Comp        | Pres        | Reti        | Pres   | Reti   |        |
| --------------- | ------------------ | --------------- | ---------- | ---------- | --------------- | --------------- | --------------- | ------------------ | ------------------ | ------------------ | ----------- | ----------- | ----------- | ------ | ------ | ------ |
| 2015-2016       | Stoccarda II       | 3L              | 17         | 3          |                 | -               | -               |                    | -                  | -                  |             | -           | -           | 17     | 3      |        |
| 2015-2016       | Stoccarda          | BL              | 3          | 0          | CG              | 1               | 0               |                    | -                  | -                  |             | -           | -           | 4      | 0      |        |
| 2016-2017       | F. Düsseldorf II   | RL              | 7          | 1          |                 | -               | -               |                    | -                  | -                  |             | -           | -           | 7      | 1      |        |
| 2016-2017       | Fortuna Düsseldorf | 2L              | 13         | 1          | CG              | 1               | 0               |                    | -                  | -                  |             | -           | -           | 14     | 1      |        |
| 2017-gen. 2018  | Erzgebirge Aue     | 2L              | 4          | 0          | CG              | 1               | 0               |                    | -                  | -                  |             | -           | -           | 5      | 0      |        |
| gen.-giu. 2018  | Amburgo II         | RL              | 13         | 4          |                 | -               | -               |                    | -                  | -                  |             | -           | -           | 13     | 4      |        |
| 2018-2019       | Amburgo II         | RL              | 13         | 3          |                 | -               | -               |                    | -                  | -                  |             | -           | -           | 13     | 3      |        |
| 2019-2020       | Waldhof Mannheim   | 3L              | 26         | 2          | CG              | 1               | 0               |                    | -                  | -                  |             | -           | -           | 27     | 2      |        |
| 2020-2021       | Waldhof Mannheim   | 3L              | 25         | 4          | CG              | 1               | 0               |                    | -                  | -                  |             | -           | -           | 26     | 4      |        |
| 2021-2022       | Fortuna Sittard    | ED              | 4          | 0          | CO              | 1               | 0               |                    | -                  | -                  |             | -           | -           | 5      | 0      |        |
| Totale carriera | Totale carriera    | Totale carriera | 125        | 18         |                 | 6               | 0               |                    | -                  | -                  |             | -           | -           | 131    | 18     |        |